# المسرحيات الكبرى - الجزء الثاني
يُعدّ كتاب "المسرحيات الكبرى – الجزء الثاني" من أبرز المجموعات المسرحية التي جمعت بين دفتيها أعمدة التجريب الدرامي واللغة الكثيفة في القرن العشرين، من تأليف الكاتب البريطاني الحائز على جائزة نوبل في الأدب هارولد بنتر (1930–2008). يتضمن هذا الجزء أربعًا من أشهر مسرحياته: "العودة للوطن"، "الأيام الخوالي"، "الأرض الحرام" (أو "العزلة")، و"خيانة"، وهي نصوص شكلت حجر الزاوية فيما يُعرف بـ"الظاهرة البنترية" التي أعادت صياغة مفهوم الحوار، وأعادت تعريف الصمت كأداة درامية مكثفة لا تقل وقعًا عن الكلام.
يمثل هذا الجزء امتدادًا عضويًا لرؤية بنتر المسرحية التي تحفر في الطبقات الخفية للوعي البشري، وتكشف القلق الوجودي والصراع الرمزي داخل العلاقات الاجتماعية والزوجية والعائلية. فهو لا يقدم مسرحًا قائمًا على الحبكة التقليدية أو التطور الخطّي، بل يبني مشاهده على التوتر المكبوت، واللغة المقطّعة، والإيقاع الداخلي الذي يسكنه الصمت. في هذه النصوص، يتحول كل حوار إلى صراع، وكل صمت إلى جدار من الغموض، وكل شخصية إلى مرآة لعجز الإنسان الحديث عن التواصل الحقيقي.
ويكتسب هذا الجزء قيمته التوثيقية والفكرية من كونه يشمل مسرحيات كُتبت في فترات متباعدة (1964 – 1978)، لكنها تتشارك الهمّ البنيوي واللغوي، وتمنح القارئ فرصة نادرة لتتبع تطور الأسلوب البنترّي في صورته الناضجة. وقد قام بترجمة هذه النصوص الدكتور محمد عناني، أحد أبرز المترجمين العرب، بأسلوب رصين نقل فيه حساسية اللغة الأصلية وعمقها الدلالي، مما أتاح للقارئ العربي ولوج عالم بنتر بكل أبعاده النفسية والفكرية.
إن كتاب "المسرحيات الكبرى – الجزء الثاني" ليس مجرد تجميع نصوص، بل وثيقة أدبية تُمكّن الدارس من تفكيك بنية المسرح الحديث، وتُرسّخ هارولد بنتر كأحد أكثر الكتّاب تأثيرًا في تشكيل لغة المسرح في النصف الثاني من القرن العشرين.

## تحليل العنوان
لا يشير مصطلح "الكبرى" هنا فقط إلى طول النص، بل إلى أثرها المجتمعي والنقدي العميق. حسب مقدمة محمد عناني، صُنّفت هذه المسرحيات بأنها "كبرى" لأنها الأثر المحوري في مسيرة بنتر، وقد تركت بصمة قوية في الفكر المسرحي الحديث، من خلال توظيف بنتر للغة الكثيفة، والأنظمة الحوارية المشحونة بغياب ما هو مفهوم، وحتى صمت مدروس يتحدث بمعانٍ ضمنية.
وكونها "الجزء الثاني" يدلّ على أنها تتمة لمجموعة أساسية تمهيدية، مما يعزز المكانة الخاصة لهذه المسرحيات ضمن إنتاجه المسرحي.

## حول الجوائز والتقدير
صارت هذه المجموعة من الأعمال محورية في فهم فلسفة بنتر الدرامية، وقد تحقق لها حضور قوي بفضل فوزه بـجائزة نوبل للأدب عام 2005. في قرار منح الجائزة، أشادت الأكاديمية السويدية بأسلوب بنتر الفريد الذي "يكشف الهاوية خلف الكلام العادي"، وهي الصفات التي تتجلى بوضوح في هذه المسرحيات.
ومنذ ترجمتها إلى العربية، حازت على اهتمام النقاد الأكاديميين، الذين اهتموا بدراستها ضمن ما أصبح يُعرف بـ "الظاهرة البنترية"، التي تستمد قوتها من التوتر النفسي، والبناء الدرامي الدقيق، وما وراء الصمت من رمزية.

## الحوار المشحون والصمت الكاشف
يمتاز نص بنتر بحوارات قصيرة، تبدو بسيطة لكنها محكمة. غالبًا ما تقلب لهجة الكلام العادي إلى شكل من الصراع النفسي المكبوت. الصمت، في المسرحيات، لا يُفقد من الكلام بل يحمل دمغة من التوتر والغموض. المشهد يتحرك بين ما يُقال وما يُخفى، وبين السؤال العرضي والتهديد الموضوعي.

## موضوعات السلطة والغواية والتلاعب
تلك المسرحيات الأربع تتجاوز الواقع المادي إلى صراع السلطة داخل العلاقات البشرية: الأولى هي في العودة للوطن، تتداخل أسرار الماضي مع السلطة العائلية. والثانية في الأيام الخوالي، يُطرح الاشتياق الماضي عبر مشاعر غامضة داخل زوجية متوترة. والثالثة في الأرض الحرام، تنكشف موضوعات الوحدة والتطوّع العدواني. أما خيانة فتطرح حبكة الازدواج الزوجي من الزاوية النوعية للتلاعب بالكلمات والأحداث.

## البناء الدرامي والفعالية التكرارية
هذه المسرحيات تروج لأسلوب بنى مشاهدية متكررة، ترتكز على مكعبات زمنية دائمة الارتداد، كأنها تهدف إلى "حلقة مستمرة من المواجهة النفسية". تتجدد المعلومات الصغيرة وتنصهر في لحظة درامية تفضي إلى تفكيك الواقع، لذا لا تهدف إلى سرد واضح، بل إلى خلق دوائر من القلق والتناص.

## الشخصية البنترية محاطة بالغموض والتوتر
شخصيات بنتر لا تمتد لعواقب خطية، بل تُترك مبهمة لتبقى رموزًا للنزعة البشرية الداخلية. لا تُفصح عن كل شيء، بل تترك للتأويل والفراغ بين الكلام فرصة للانفجار الدرامي الصامت. تلك الشخصية تعكس اغتراب الإنسان الحديث من ذاته من خلال علاقته بالآخر.

## الظاهرة البنترية: لغة جديدة للقلق
يُستخدم مصطلح "الظاهرة البنترية" لوصف الأسلوب الفريد للتوتر باستخدام الحوار، الصمت، التهديد العالق في الكلمات العادية. هذا أسلوب ظهور السلطة المضادة، حيث يصبح كل تفاعل رمزًا للاجترار النفسي، والتنمر المبطّن، والاحتجاز العاطفي.